# Parmen-Weggun
Parmen-Weggun war der Name einer Gemeinde im Landkreis Uckermark in Brandenburg.
Die Gemeinde entstand am 1. Juli 1965 aus den Gemeinden Parmen und Weggun. Zur Erledigung ihrer Verwaltungsgeschäfte schloss sie sich am 1. Juli 1992 mit elf anderen Gemeinden zum Amt Nordwestuckermark zusammen. Am 1. Dezember 1997 fusionierte sie in der freiwilligen Phase der kommunalen Neuordnung in Brandenburg mit der Gemeinde Arendsee zur Gemeinde Weggun, die am 1. November 2001 in der Großgemeinde Nordwestuckermark aufging.
Zum Zeitpunkt der Auflösung der Gemeinde lag die Einwohnerzahl bei 475.

## Geschichte

### Parmen
Die urkundliche Ersterwähnung kann mit Reyberus de Parmen für das Jahr 1302 angegeben werden. 1375 wird der Ort im Landbuch der Mark Brandenburg genannt und ist im Besitz derer von Pfuel.

### Weggun
1331 wird Weggun mit in villa Weghun erstmals urkundlich erwähnt. Im Landbuch der Mark Brandenburg von 1375 wird Weggun aufgelistet.
In dem Ortsteil Weggun-Waldsiedlung war von Mitte der 60er Jahre bis 1990 eine Dienststelle der NVA (FLA-Raketenabteilung 234) angesiedelt.

## Verkehr
- Bahnhöfe Weggun-Arendsee und Parmen an der Bahnstrecke Templin-Fährkrug–Fürstenwerder von 1913 bis 1945